# Non praevalebunt
La locuzione latina non praevalebunt è traducibile in italiano come "[le porte degli Inferi] non prevarranno".

## Origine
L'origine della locuzione è nel Vangelo secondo Matteo, quando Gesù chiese ai suoi discepoli chi pensavano che lui fosse. Simone rispose: "Tu sei il Cristo, il figlio del Dio vivente". Gesù allora disse:

## Uso
Questa locuzione è uno dei due motti che aprono la prima pagina dell'Osservatore Romano. L'altro è unicuique suum.
È anche usata scherzosamente per opporsi in maniera netta e decisa a qualcosa o qualcuno.